# Prímideál
Egy prímideál az algebrában egy gyűrű olyan ideálja, ami számos tekintetben a prímszámok fogalmának felel meg.

## Definíció
Egy kommutatív, egységelemes {\displaystyle R} gyűrű {\displaystyle {\mathfrak {p}}\subsetneq R} ideálja akkor prímideál, ha
{\displaystyle \forall x,y\in R:\,xy\in {\mathfrak {p}}\implies x\in {\mathfrak {p}}} vagy {\displaystyle y\in {\mathfrak {p}}}.
A prímideálok halmazát a gyűrű spektrumának nevezzük és {\displaystyle \operatorname {Spec} R}-rel jelöljük. A spektrum a Zariski-topológiával ellátva topologikus térré tehető.

## Példák
- A racionális egészek {\displaystyle \mathbb {Z} } gyűrűjében a prímideálok {\displaystyle p\mathbb {Z} } alakúak, ahol {\displaystyle p=0} vagy prímszám.
- A {\displaystyle \mathbb {Z} [X]} polinomgyűrűben a {\displaystyle 2} és {\displaystyle X} által generált ideál prímideál, és pontosan azokból a polinomokból áll, amiknek konstans tagja páros szám.
- Alaptételes gyűrűben egy irreducibilis elem által generált ideál prímideál.

## Tulajdonságok
- Egy {\displaystyle {\mathfrak {p}}\subsetneq R} ideál akkor és csak akkor prímideál, ha {\displaystyle R/{\mathfrak {p}}} nullosztómentes.
- Minden maximális ideál prím, de a megfordítás általában nem igaz.
- Krull tétele szerint tetszőleges {\displaystyle R}-ben létezik maximális ideál, következésképpen prímideál is.
- Egy {\displaystyle {\mathfrak {p}}\subseteq R} ideál akkor és csak akkor prímideál, ha {\displaystyle R\setminus {\mathfrak {p}}} multiplikatívan zárt halmaz. Ez a prímideálnál vett lokalizált fogalmához vezet; ezt {\displaystyle (R\setminus {\mathfrak {p}})^{-1}R} helyett rövidebben {\displaystyle R_{\mathfrak {p}}}-vel szokás jelölni.
- Prímideál gyűrűhomomorfizmusnál vett ősképe prímideál.

## Fordítás
- Ez a szócikk részben vagy egészben  a   Prime ideal című angol Wikipédia-szócikk ezen változatának fordításán alapul.  Az eredeti cikk szerkesztőit annak laptörténete sorolja fel. Ez a jelzés csupán a megfogalmazás eredetét és a szerzői jogokat jelzi, nem szolgál a cikkben szereplő információk forrásmegjelöléseként.
- Ez a szócikk részben vagy egészben  a   Primideal című német Wikipédia-szócikk ezen változatának fordításán alapul.  Az eredeti cikk szerkesztőit annak laptörténete sorolja fel. Ez a jelzés csupán a megfogalmazás eredetét és a szerzői jogokat jelzi, nem szolgál a cikkben szereplő információk forrásmegjelöléseként.